# Белорусский государственный институт стандартизации и сертификации
Белорусский государственный институт стандартизации и сертификации (БелГИСС) — центральное государственное научно-практическое (производственное) республиканское унитарное предприятие Госстандарта в области технического нормирования и стандартизации, оценки соответствия и систем менеджмента, находящееся в подчинении Государственного комитета по стандартизации Республики Беларусь.
Осуществляет техническое обслуживание Национального фонда технических нормативных правовых актов.
Имеется электронный магазин.
На базе предприятия функционирует Государственный центр каталогизации продукции.

## История
С 2003 года система менеджмента качества БелГИСС сертифицирована на соответствие требованиям СТБ ИСО 9001.